# Trisector
Trisector is na Present het tweede studioalbum van Van der Graaf Generator na de reünie van 2005. Bij die reünie was er nog sprake van een kwartet, maar op dit album is de bezetting teruggebracht naar een trio. De saxofonist David Jackson maakt geen deel meer uit van de band.
De titel en inkrimping naar een trio roept de vergelijking op met hetgeen Genesis overkwam na het vertrek van Steve Hackett, zie het album ...And then there were three.... De muziek dikt in, klinkt melodieuzer, maar behoudt haar complexiteit. Dat is op dit album ook het geval. Alhoewel het anders klinkt, blijft het Van der Graaf Generator-muziek, door het uitstappen van de saxofonist werden de bijdragen van Banton belangrijker. De muziek is ongewijzigd artrock met jazzinvloeden. Wat verder opviel is dat de nummers aanmerkelijk ingekort zijn; alleen Over de hill duurt langer dan 7 minuten. De somberheid is de teksten is ook niet verdwenen. Zo behandelt Lifetime het verhaal dat de na je geboorte eigenlijk al direct bezig bent met te sterven. Het album is opgenomen in The Gaia Centre, Delabole, Kernow. Later werden nog overdubs toegevoegd en gemixt. 

## Musici
- Peter Hammill – zang, piano, gitaar
- Hugh Banton – orgel (inclusief baspedalen), basgitaar
- Guy Evans – slagwerk en percussie

## Muziek
| Nr. | Titel                                 | Duur  |
| --- | ------------------------------------- | ----- |
| 1.  | The hurlyburly (VdGG (instrumentaal)) | 4:38  |
| 2.  | Interference patterns (VdGG)          | 3:52  |
| 3.  | The final reel (VdGG)                 | 5:49  |
| 4.  | Lifetime (Hammill)                    | 4:47  |
| 5.  | Drop dead (VdGG)                      | 4:53  |
| 6.  | Only in a whisper (VdGG)              | 6:44  |
| 7.  | All that before (VdGG)                | 6:29  |
| 8.  | Over the hill (VdGG)                  | 12:29 |
| 9.  | (We are) Not here (VdGG)              | 4:04  |